# Национальный музей Финляндии
Национальный музей Финляндии (фин. Kansallismuseo, швед. Nationalmuseum) — музей, расположенный в столице Финляндии — Хельсинки. В экспозиции музея представлено большое количество экспонатов, связанных с историей Финляндии.

## История
Здание национального музея Финляндии создано архитекторами Г. Гезеллиусом, Э. Саариненом и А. Линдгреном работавшими в архитектурной фирме Gesellius-Lindgren-Saarinen. Расположено оно на проспекте Маннергейма. Строительство здания было начато в 1905 году, завершено в 1910 году. В 1916 году музей был открыт для посетителей. Своды фойе музея украшены фресками финского художника Аксели Галлен-Каллела.

## Экспозиции
Экспозиция Национального музея разделена на шесть частей. В ней представлены коллекции монет, медалей, орденов и знаков отличия, серебро, ювелирные изделия и оружие. Многие экспонаты найдены при археологических раскопках на территории Финляндии. В музее представлена Предыстория Финляндии, развитие финского общества и культуры от Средневековья 12-го века до начала 20-го века через период шведского королевства до эпохи Российской Империи, а также финская народная культура в 18-м и 19-м веках с жизнью в сельской местности до индустриализации среди других выставок.
Коллекции также включают артефакты Меса-Верде из горных жилищ Колорадо. Они были подарены музею финским шведским исследователем Густавом Норденшельдом. Артефакты составляли самую обширную коллекцию предметов из Меса-Верде за пределами Соединенных Штатов.
в 2019 году было решено вернуть часть артефактов представителям коренных народов Соединенных Штатов Америки.